# Mesabolivar aurantius
Mesabolivar aurantius là một loài nhện trong họ Pholcidae. Loài này được phát hiện ở Brasil.